# Nîjnea Sîrovatka, raionul Sumî, regiunea Sumî
Nîjnea Sîrovatka (în ucraineană Нижня Сироватка) este o comună în raionul Sumî, regiunea Sumî, Ucraina, formată numai din satul de reședință. În secolul al XIX-lea, satul făcea parte din volostul Nîjnea Sîrovatka, uezdul Sumî.

## Demografie
Componența lingvistică a comunei Nîjnea Sîrovatka
     Ucraineană (95,99%)
     Rusă (3,71%)
     Alte limbi (0,24%)
Conform recensământului din 2001, majoritatea populației comunei Nîjnea Sîrovatka era vorbitoare de ucraineană (95,99%), existând în minoritate și vorbitori de rusă (3,71%).